# Albin Mörfelt
Chriss-Albin Alexander Mörfelt, född 10 januari 2000, är en svensk fotbollsspelare som spelar för Östers IF.

## Klubbkarriär
Mörfelts moderklubb är IF Brommapojkarna. 2009 gick han till AIK, där han tog SM-guld med U16-laget 2016. Säsongen 2018 sattes Mörfelt upp på en utlåningslista vilket gjorde att han kunde representera både AIK:s U19-lag samt samarbetsklubben Vasalunds IF under säsongen. Mörfelt spelade två matcher och gjorde ett mål för Vasalund i Division 2 2018.
Inför säsongen 2019 gick Mörfelt till Hammarby IF:s U19-lag. Efter ett halvår i klubben blev han i augusti 2019 klar för spel i IK Frej. Säsongen 2020 gjorde Mörfelt 10 mål på 28 matcher för Frej i Ettan Norra.
I november 2020 värvades Mörfelt av Varbergs BoIS, där han skrev på ett treårskontrakt. Mörfelt gjorde allsvensk debut den 11 april 2021 i en 0–0-match mot Mjällby AIF. Den 30 juni 2021 värvades Mörfelt av norska Vålerenga, där han skrev på ett 4,5-årskontrakt. I februari 2022 lånades Mörfelt ut till Mjällby AIF på ett säsongslån.
I juli 2022 lämnade Mörfelt Mjällby efter att båda parterna hade kommit överens om att bryta låneavtalet i förtid. Den 26 juli 2022 värvades Mörfelt av Degerfors IF, där han skrev på ett kontrakt som sträcker sig över säsongen 2024.
På transferfönstrets sista dag 2023 värvades Mörfelt av Östers IF på ett kontrakt som sträcker sig över säsongen 2025. 

## Landslagskarriär
I augusti 2021 blev Mörfelt för första gången uttagen i Sveriges U21-landslag till två EM-kvalmatcher mot Montenegro och Bosnien-Hercegovina den 3 respektive 7 september. Han debuterade med ett inhopp som ersättare till Tim Prica i den 86:e minuten i en 3–1-seger över Montenegro.